# Нахдатул Улама
Нахдату́л Ула́ма (індонез. Nahdatul Ulama) — велике мусульманське (сунітське) об'єднання в Індонезії. Було засновано 31 січня 1926 року в результаті виходу з організації Мухаммадія найбільш радикально налаштованих членів. 1965 року після приходу до влади генерала Сухарто Нахдатул Улама підтримала масові репресії проти індонезійських комуністів, однак невдовзі організація перейшла в опозицію до режиму Сухарто. 1984 року Абдуррахман Вахід, онук засновника Нахдатул Улама, Хашима Ашарі, став керівником організації, успадкувавши той пост від свого батька. Вахід приніс формальні вибачення за участь Нахдатул Улама у подіях 1965 року. 1999 року він був обраний президентом Індонезії.
Нахдатул Улама є однією з найбільших незалежних ісламських організацій у світі. За деякими оцінками вона налічує понад 30 мільйонів членів. Організація займається доброчинною діяльністю, допомагаючи уряду здійснювати соціальні програми; допомагає школам, лікарням, сільським громадам і ветеранам бойових дій.

## Історія
Нахдатул Улама була заснована 1926 року ортодоксальними мусульманами, що вийшли з організації Мухаммадія. Причиною розколу Мухаммадії стала позиція керівництва тієї організації, яке поряд з ісламом підтримувало доісламські традиційні яванські вірування. Засновником організації був Хашим Ашарі, керівник мусульманської релігійної школи у Східній Яві. Пізніше, навіть після розширення сфери діяльності Нахдатул Улама, її головною базою залишалась Східна Ява. 1928 року Нахдатул Улама почала використовувати яванську мову у своїх проповідях поряд із арабською.

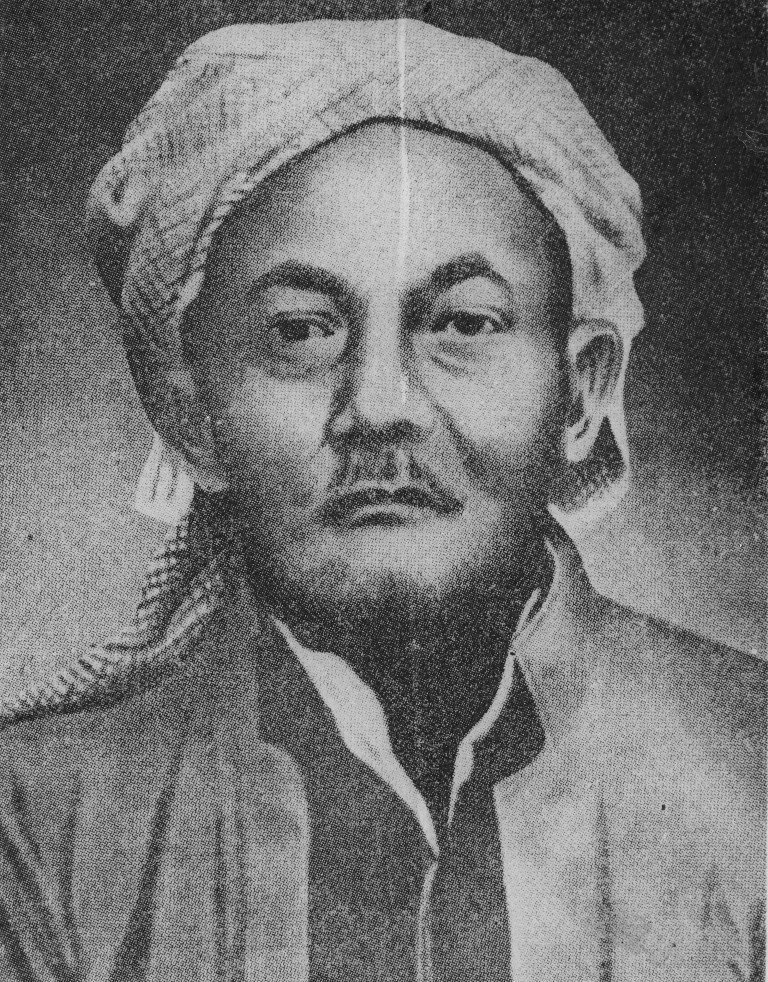
Хашим Ашарі — засновник Нахдатул Улама

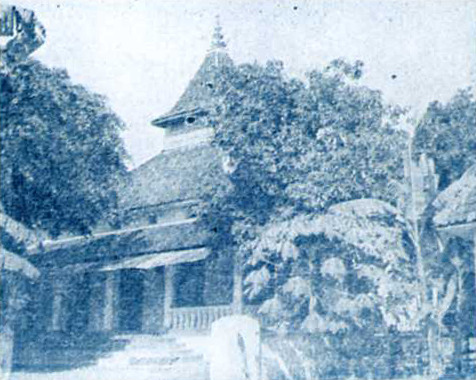
Мечеть Джомбанг — місце, де було засновано організацію Нахдатул Улама

1937 року, незважаючи на погані стосунки між Нахдатул Улама й Мухаммадією, обидві організації створили дискусійний форум — Верховну ісламську раду Індонезії. За якийсь час до неї приєднались інші ісламські організації. У вересні 1942 року, після японської окупації Індонезії, у Джакарті було скликано конференцію ісламських лідерів. Японці бажали замінити Верховну ісламську раду на більш зручну для них організацію. На конференції до складу керівних органів Ради були обрані члени Індонезійського ісламського союзу. За рік Рада була розпущена, її наступницею стала організація Машумі. До тгого Хашим Ашарі залишався номінальним керівником Нахдатул Улама, але фактично нею керував його син Вахід Хашим.
1945 року Сукарно й Хатта проголосили незалежність Індонезії. Під час війни за незалежність Індонезії Нахдатул Улама оголосила боротьбу з голландськими колонізаторами священною війною, обов'язковою для кожного мусульманина. Серед партизанських загонів, що бились проти голландців були загони Хізбуллах і Сабіллілах, що підпорядковувались Нахдатул Улама.
Невдовзі після визнання незалежності Індонезії Нахдатул Улама увійшла до складу Машумі на правах колективного члена. Тогочасне керівництво організації практично не мало політичного досвіду, за винятком Вахіда Хашима, призначеного міністром у справах релігії. Керівництво Нахдатул Улама було невдоволене зниженням свого впливу всередині Машумі, особливо після з'їзду Машумі 1949 року, на якому було прийнято рішення про реорганізацію релігійної ради партії, в якій Нахдатул Улама мала значний вплив. За два роки громадська організація паломників, які здійснили хадж, зажадала від прем'єр-міністра Натсіра знову призначити Вахіда Хашима міністром у справах релігії у новому кабінеті. Після відставки Натсіра та спричиненої нею урядової кризи Нахдатул Улама висунула до керівництва Машумі низку вимог, зокрема — арешт Натсіра, у разі їх невиконання погрожуючи вийти з Машумі. 5 квітня 1952 року, за кілька днів після призначення нового уряду на чолі з Натсіром, Нахдатул Улама оголосила про вихід з Машумі. За три місяці члени організації були виключені з ради Машумі, була створена нова організація — Індонезійська мусульманська ліга, до складу якої увійшли Нахдатул Улама, Індонезійський ісламський союз та кілька більш дрібних організацій. Її лідером став Хашим.
За часів ліберальної демократії члени Нахдатул Улама часто обіймали посади в уряді. У першому кабінеті Алі Састроаміджойо у партії було три портфелі, член Нахдатул Улама Заїнул Афірін був другим заступником прем'єр-міністра. 12 серпня 1955 року, після відставки уряду Састроаміджойо частина членів Нахдатул Улама, що мали суперечки з керівництвом партії, увійшли до складу нового кабінету Бурхануддіна Хахарапа, де отримали портфелі міністра внутрішніх справ і міністра у справах релігії.
29 вересня 1955 року в Індонезії відбулись перші парламентські вибори. Нахдатул Улама посіла третє місце, поступившись тільки Національній партії Індонезії й Машумі та здобувши 6,955,141 голос (18,4 %). Партія отримала 45 місць у Раді народних представників, до виборів вона мала там тільки 8 місць. Вибори показали, що Нахдатул Улама була найвпливовішою партією Східної Яви: у тому регіоні вона здобула 85,6 % голосів. На виборах Машумі представляла в основному інтереси міських виборців, натомість Нахдатул Улама — сільських виборців острова Ява. За три місяці відбулись вибори до Установчих зборів, перед якими стояла задача прийняти нову конституцію взамін тимчасової конституції 1950 року, на виборах Нахдатул Улама здобула 91 зі 514 місць.
У 1950-их роках Нахдатул Улама бачила Індонезію ісламською державою й висловлювала невдоволення президентом Сукарно, який у своєму виступі 1953 року відкинув таку ідею. За три роки партія засудила концепцію Сукарно про «спрямовану демократію» та його бажання ввести до складу уряду представників Комуністичної партії. 2 березня 1957 року було придушено повстання Перместа. Серед вимог повстанців було відновлення Мохаммада Хатти на посту віце-президента, що підтримала Нахдатул Улама. Тим часом в Установчих зборах партія об'єдналась з Машумі, Індонезійським ісламським союзом, Партією ісламського виховання й іншими партіями в Ісламський блок, який зажадав проголошення Індонезії ісламською державою. Блок мав 44,8 % усіх місць в Установчих зборах, однак, жоден з блоків не мав переважної більшості. У зв'язку з цим робота над новою конституцією зайшла у глухий кут. Установчі збори були розпущені декретом Сукарно від 5 липня 1959 року, одночасно було відновлено конституцію 1945 року, що проголошувала основою ідеології Індонезії принципи Панча Сила.
1960 року Сукарно заборонив партію Машумі, оголосивши про її причетність до повстань 1957 і 1958 років. Нахдатул Улама вдалось уникнути заборони. Партія вбачала в індонезійській компартії, що пропагувала атеїзм, загрозу суспільству, й боролась з нею за вплив на бідні верстви населення. За п'ять років, після перевороту 30 вересня 1965 року, молодіжна організація Нахдатул Улама Ансор на чолі з підприємцем Субханом Зе, брала участь у репресіях проти комуністів. Активісти Нахдатул Улама брали участь у діяльності антикомуністичного Координаційного комітету мусульманських організацій.
1971 року новий президент Сухарто призначив парламентські вибори. Незважаючи на підтримку Нахдатул Улама урядом, партія здобула 10 213 650 голосів (18,67 %) — менше, ніж 1955 року. Між урядом Сухарто й радикальним крилом Нахдатул Улама на чолі з Субханом Зе виник гострий конфлікт, що вирішився тільки після загибелі Субхана Зе за нез'ясованих обставин. 1973 року партію «зобов'язали» увійти до складу Партії єдності та розвитку.
На виборах 1977 і 1982 років партія займала друге місце після урядової партії Голкар. 1984 року Абдуррахман Вахід, новий голова Нахдатул Улама й син Вахіда Хашима, оголосив про вихід його організації з Партії єдності та розвитку через невдоволеність ступенем її впливу в партії. Після відокремлення Нахдатул Улама вплив партії значно послабився, на виборах 1987 року вона здобула 16 % голосів, натомість 1982 року — 28 %. Однак, Нахдатул Улама більше не брала участі у політичному житті країни, зосередившись на діяльності в якості релігійної та громадської організації.

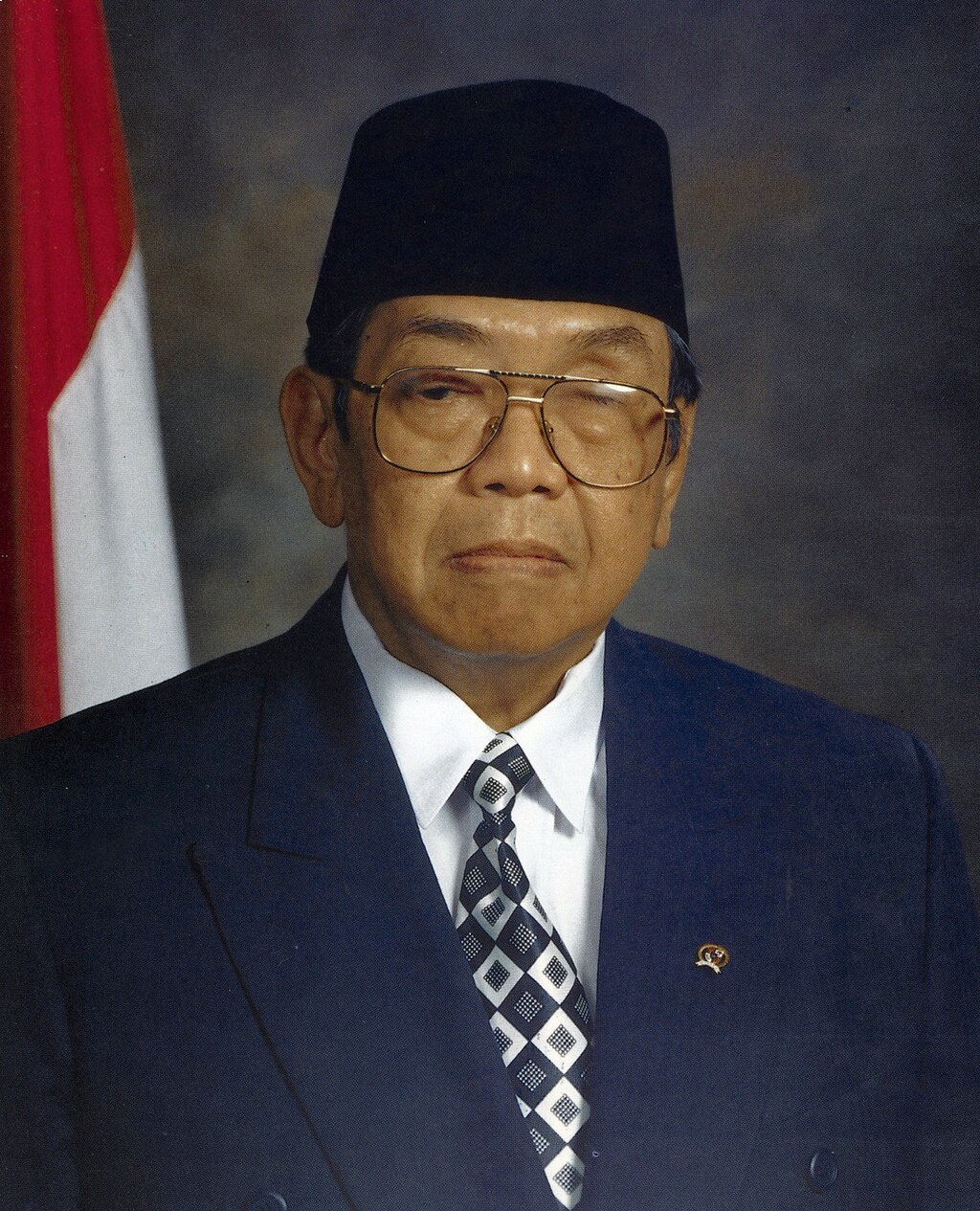
Абдуррахман Вахід — лідер Нахдатул Улама у 1984—1999 роках, президент Індонезії у 1999—2001 роках

1984 року уряд Сухарто оголосив про підтримку всіх організацій, що приймали державну ідеологію Панча Сила. Вахід назвав Панча Сила «благородним компроміссом» для мусульман. 1989 року він був переобраний на пост голови Нахдатул Улама; на тому посту він залишався до свого обрання президентом 1999 року.
1990 року Нахдатул Улама співпрацювала з Банком Суматри у справі створення банківської системи у сільській місцевості. Сухарто не схвалив таку ініціативу, до того ж банком керувала християнська родина етнічних китайців, що спричинило невдоволення багатьох мусульман-членів Нахдатул Улама. Зрештою, за два роки банк збанкрутів через невміле управління фінансами. Вахід зазнавав нападок з боку режиму за організацію численних мітингів на стадіоні Джакарти перед виборами 1992 року, ніби на підтримку Панча Сили. В результаті Вахід був запрошений на зустріч до Прабово Субіанто, зятя Сухарто й командувача військ, розміщених у Джакарті. На зустрічі з Субіанто його попередили про неприпустимість дій, що суперечать урядовому курсу. Однак при цьому він заявив, що буде займатись політикою настільки, наскільки вона пов'язана з релігією, пригрозивши залишити пост голови організації. Уряду було невигідною зміна керівництва в Нахдатул Улама, тому він пішов на поступки Вахіду.
Після відставки Сухарто новим президентом Індонезії став колишній віце-президент Бухаруддин Юсуф Хабібі. У липні 1998 року Вахід оголосив про заснування Партії національного пробудження. 10 листопада Вахід зустрівся з провідними прибічниками реформ — Мегаваті Сукарнопутрі, Ам'єном Райсом і султаном Хаменгкубувоно. Ті політичні діячі склали так звану «Сіганджурську четвірку», названу так за місцем, де був розташований будинок Вахіда. «Сіганджурська четвірка» випустила декларацію, в якій вимагала визнати уряд Хабібі тимчасовим, провести вибори й усунути армію від політичного життя. 1999 року на сесії Народного консультативного конгресу Абдуррахман Вахід був обраний президентом Індонезії. За два роки він був усунутий від тієї посади.
На з'їзді Нахдатул Улама, що відбувся 2010 року у Макасарі, було прийнято рішення про заборону членам організації займати політичні пости. Члени Нахдатул Улама зобов'язались уникати втягнення організації до політичної діяльності у майбутньому.

## Структура і мета організації
Нині Нахдатул Улама займається, в основному, релігійним навчанням мусульман. Під опікою тієї організації перебувають 6 830 ісламських шкіл і 44 релігійних університети, економічні й сільськогосподарські навчальні заклади. Організація проводить активну соціальну політику, зокрема, займається питаннями планування сім'ї.
Найвищим керівним органом Нахдатул Улама є Вища рада. Окрім неї діє також Виконавча рада. Консультативна рада координує діяльність обох рад. На з'їзді організації 2010 року головою Вищої ради на термін до 2015 року був обраний Сахал Махфудз. У підпорядкуванні Виконавчої ради є регіональні ради організації, автономні інститути й комітети. Найнижчою ланкою структури Нахдатул Улама є місцеві сільські ради.